# Chòi mòi gân
Chòi mòi gân hay chòi mòi sóng (danh pháp: Antidesma costulatum) là một loài thực vật có hoa trong họ Diệp hạ châu. Loài này được Pax & K.Hoffm. mô tả khoa học đầu tiên năm 1922.